# Савремени начин градње
Савремени начин градње у грађевинарству подразумева изградњу великих зграда, при чему се више користе машине него људска радна снага. Овај начин градње је бржи и јефтинији од класичног. Оваквим начином градње се граде објекти који се одликују великом стабилношћу због међусобно повезаних армирано-бетонских греда и стубова. Мане оваквог начина градње су: сложеност изградње, скупа механизација и потреба за стручном радном снагом.
Савремени начин градње се изводи као:
- скелетни начин градње и
- монтажни начин градње (грађење кубусима)

Скелетни начин градње се заснива на градњи скелета објекта. Тај скелет чине стубови и међуспратна конструкција од армираног бетона и он је носећи део  целог објекта. Све шупљине између стубова се зидају класичним материјалима: опекама и блоковима.
Монтажни начин градње подразумева уградњу тј. монтажу готових зидова или читавих соба и станова.  Ти готови елементи се допремају на градилиште камионима, подижу дизалицама и спајају (монтирају). Ови готови делови се израђују у предузећу које гради објекат. Овај начин градње је познат под називом градња кубусима.